# Fernando Mensaraz
Fernando Mensaraz (1070 -?) foi um fidalgo e Cavaleiro medieval do Reino de Castela senhor de Treviño, localidade de Burgos, capital do município denominado Condado de Treviño, na Comunidade autónoma de Castela e Leão, município próximo La Puebla de Arganzón.

## Relações familiares
Casou com uma senhora cujo nome a história não regista de quem teve:
1. Nuno Fernandes (1100 -?)